# Barisangebirge

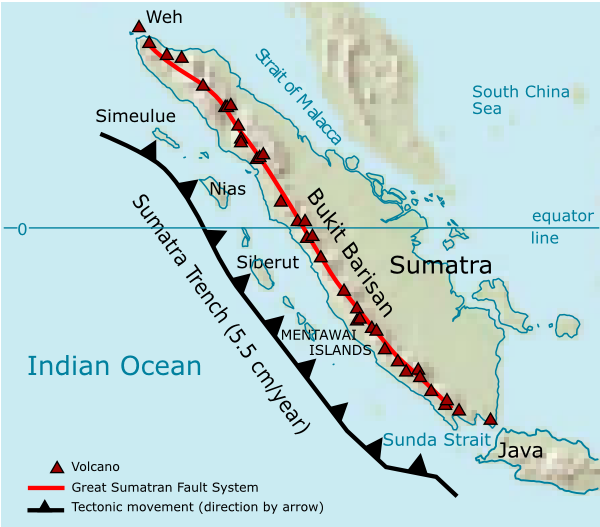
Geologische Karte des Barisan-Gebirges

Das Barisan-Gebirge (indonesisch: Bukit Barisan) ist eine nahezu 1700 km lange Bergkette, die sich parallel der gesamten Westküste der Insel Sumatra (Indonesien) erstreckt.
Die Bergkette besteht hauptsächlich aus Vulkanen, eingebettet in dichten Dschungel. Höchster Berg der Kette ist der Kerinci mit 3805 Metern. Der Nationalpark Barisan Selatan ist am Südende der Kette gelegen.
Der Name Bukit Barisan bedeutet in den indonesischen und malaiischen Sprachen „Kette von Hügeln“ oder „Hügel, die eine Linie bilden“.